# Josef Labitzki
Josef Labitzki, in ceco Josef Labický (Krásno, 4 luglio 1802 – Karlovy Vary, 18 agosto 1881), è stato un compositore, violinista e direttore d'orchestra boemo.

## Biografia
Studiò con Karl Veit in gioventù. Labitzki si unì a un'orchestra itinerante all'età di 14 anni e nel 1820 prese posto in un'orchestra a Marienbad. Nel 1823-24 fu a Monaco, e in seguito andò in tournée in Germania come violinista da concerto. Mise insieme la sua orchestra nel 1825, visitando Vienna e Varsavia. Prese una posizione di direzione a Karlsbad nel 1835, e i suoi pezzi di danza divennero molto popolari in tutta Europa, compresa l'Inghilterra. È stato coinvolto in "Cocks vs Purday", un caso giudiziario britannico in materia di copyright. Era il padre di August Labitzki. Labitzki ha composto 300 brani di danza.
Più tardi nella sua vita fu oscurato da Johann Strauss.

## Opere
- L'adieu: Romance sans paroles per viola e pianoforte, Op.286 (1872)